# Mitri Raheb
Mitri Raheb (Arabisch: متري الراهب, Mitrī ar-Rāhib) (Bethlehem, 1962) is een Arabisch-Palestijns luthers pastor en theoloog en vredesactivist. 
Raheb doctoreerde in de theologie aan de universiteit van Marburg in Duitsland en werkt als pastor voor de Evangelical Lutheran Christmas Church in Betlehem. In zijn historiserende theologiebeoefening keren steeds de geschiedenis van de Palestijnse christenen terug en hun deelname aan de nationale en regionale strijd van het Palestijnse volk sinds de Tweede Wereldoorlog, maar ook de verbindingen van de drie belangrijkste monotheïstische godsdiensten in het land. Op 1 september 2008 ontving hij de Aachener Friedenspreis, in 2012 de Duitse Mediaprijs en in 2015 de Olof Palme-prijs samen met de Israëlische Haaretz-journalist Gideon Levy voor hun "moedige en onvermoeibare strijd tegen bezetting en geweld".

## Palestijnse bevrijdingstheoloog
Raheb behoort tot een groep vooraanstaande Palestijnse, christelijke bevrijdingstheologen die zich keren tegen de Israëltheologie zoals die voorkomt in West-Europa en Amerika en die de staat Israël is gaan zien in het verlengde van het Bijbelse Israël. Medestanders van Raheb zijn o.a. de Anglicaanse priester Naim Ateek, de baptistenpredikant Yohanna Katanacho uit Nazareth en de Rooms-Katholieke geestelijken Jamal Khader en Michel Sabbah. Raheb was voorzitter van de ceremonie op 11 december 2009 in het International Centre of Bethlehem (Dar Al Nadwa), toen daar door Kairos Palestina het Kairosdocument "Het Uur van de Waarheid" werd gelanceerd, waarin aandacht wordt gevraagd voor het lijden van Palestijnse christenen door de Israëlische 'bezetting'. Raheb is een van de opstellers van Uur van de waarheid. Een woord van geloof, hoop en liefde uit het hart van het Palestijnse lijden. Dit document dat in december 2009 werd ondertekend door o.a. twaalf patriarchen en aartsbisschoppen die zetelen in Jeruzalem en andere heilige plaatsen in het Heilige Land, roept de internationale gemeenschap op de Palestijnen hun fundamentele mensenrechten terug te geven en "de Israëli te bevrijden van het geweld dat hun 'bezetting' teweegbrengt". Ook roept het christenen wereldwijd op "om de uitleg van de Bijbel opnieuw te overwegen en een uitleg te vermijden die dient om de aantasting van onze rechten op Bijbelse en theologische gronden te legitimeren".

## "I am a Palestinian Christian"
In zijn boek I am a Palestinian Christian treedt hij in discussie met veelal Amerikaanse, maar ook Duitse en Nederlandse protestantse Israëltheologen, die de staat Israël zelf in het concrete perspectief zijn gaan beschouwen van het aan het joodse volk Beloofde Land. Als Bijbels theoloog voelt Raheb net zomin als de Israëltheologen voor een pure verspiritualisering van het Land van de Bijbel, los gedacht van een concreet gebied, maar hij verwijt deze theologen wel de ogen te sluiten voor de ervaring van Palestijnse christenen die de historisering van het Land niet los kunnen maken van hun eigen landbeleving en hun eigen historische ervaring van onteigening en verdrijving ten tijde van de Nakba die doorgaat tot op de dag van vandaag.
Raheb zoekt steun bij de katholieke theoloog Hans Küng, die 'Volk' en 'Land' weliswaar als onvervreemdbare essenties van de jodendom beschouwt, maar niet zover wil gaan dat het Land van Belofte ook specifieke, concrete staatsvormen met bepaalde grenzen kan omvatten. Raheb waarschuwt zowel voor het vertheologiseren van staatkundige verschijnselen door het christenfundamentalisme, het religieus zionisme  als meest militante vorm van joods fundamentalisme en het moslimfundamentalisme. Hij noemt bijvoorbeeld droombeelden van fundamentalistische joodse religieus-zionisten maar ook van christen-zionisten over een Groot Israël, dat zich tot over de Jordaan tot aan de Eufraat zou moeten uitstrekken, maar ook van luchtspiegelingen onder fundamentalistische moslims die hopen op het herstel van het Kalifaat van Omar ibn al-Chattab (Omar I). 
Raheb zoekt zijn eigen zingeving in interreligieuze dialoog en een multi-etnische toekomst: "Het land is nu eenmaal het thuisland van twee volkeren. Elk van hen zou het land moeten begrijpen als een geschenk van God, dat gedeeld moet worden met de derden. Vrede en zegen voor het land hangen af van dit samen delen. Alleen dan zullen de Bijbelse beloften worden vervuld."

## "Faith in the Face of Empire"
In 2014 gaf Mitri Raheb een boekje uit onder de naam “Faith in the Face of Empire:  The Bible Through Palestinian Eyes“. Als Palestijnse christelijke theoloog laat hij zien hoe de realiteit van het existerende empire in de wereld en de voortdurende ervaring van het Midden-Oosten conflict de veranderlijke maar tegelijk blijvende context vormen het Bijbelse verhaal. Dit boek beoogt voor een breder lezerspubliek de Bijbelexegese te plaatsen in een geopolitieke context en tegelijk in die van de moderne Palestijnse geschiedenis. Het boek gaat in op misvattingen over de Palestijnse cultuur en pleit voor meer aandacht voor die cultuur bij de interpretatie van de Bijbel.

## "Decolonizing Palestine"
Dit boekje kwam uit op 30 augustus 2023. Daarin wraakt hij het gebruik van Bijbelse teksten die als strijdwapen dienen voor steun aan de hedendaagse kolonialistische staat Israël. Hij bepleit dat een aantal van de belangrijkste theologische concepten - 'Israël', het land, verkiezing, uitverkoren volk - ge-dekolonialiseerd moeten worden, en getransformeerd in een christelijk theologisch denken over Palestina. Het boek voorziet in een perspectief dat het heersende en imperialistische narratief over de regio uiteen doet vallen.
Mitri Raheb zet zich ook in voor en publiceert over het belang van (interreligieuze) samenwerking tussen joden, christenen en moslims op het gebied van het onderwijs en culturele vorming.